# Es la medianoche
«Es la medianoche» es una canción compuesta e interpretada por el músico argentino Luis Alberto Spinetta en el álbum Don Lucero de 1989, noveno álbum solista y 22º en el que tiene participación decisiva.
El tema está ejecutado por Spinetta (guitarra, voz y programación), Juan Carlos "Mono" Fontana (teclados), Guillermo Arrom (primera guitarra), Javier Malosetti (bajo), Jota Morelli (batería), Chofi Faruolo (programación y bajos sequencer) y Didi Gutman (teclados y coros).

## Contexto
El mundo y Argentina vivían momentos convulsionados. En noviembre de ese año caería el Muro de Berlín dando inicio al fin de la Guerra Fría iniciada en 1947 y a la disolución de la Unión Soviética dos años después. Comenzaba así el período histórico conocido como globalización, con la generalización de la reglas neoliberales.
En Argentina ese año se realizaron las primeras elecciones para renovar un gobierno democrático desde 1951, resultando ganador el Partido Justicialista con la candidatura presidencial de Carlos Menem. Por primera vez en la historia argentina un presidente democrático transmitía el poder a un presidente democrático de otro partido. Spinetta había participado activamente en la campaña electoral apoyando al candidato derrotado, Eduardo Angeloz de la Unión Cívica Radical. Pero al mismo tiempo en marzo había estallado un brote hiperinflacionario que hundió en la pobreza a la mayor parte de la población, a la vez que sucesivas leyes de impunidad dejaban en libertad a los criminales que habían cometido crímenes de lesa humanidad en las décadas de 1970 y 1980.

## El álbum
Luego de Téster de violencia, un álbum conceptual diseñado para provocar una reflexión sobre la violencia poniendo al cuerpo en el centro, Spinetta buscó hacer un álbum que se orientara en la dirección inversa. Parafraseando su propia reflexión, si Téster había sido un álbum para pensar, Don Lucero era un álbum para sentir:

Está centrado en los sentidos y en los sentimientos, no en el pensar. No hay ninguna historia contada. No hay narración, sino imágenes e impresiones. No es por vía del entendimiento que se ingresa a este disco, no es como en Téster de violencia que se podían realizar largas explicaciones intelectuales. Aquí en cambio, muchas letras no dicen nada. Las letras no existían de antes, guardadas en un cajón o apuntadas en una libreta, como sí fue el caso de Téster, sino que surgieron y brotaron de la música... Después de hablar del cuerpo el paso siguientes es lo transmigratorio, la no materia, lo que viene después del testeo.
Luis Alberto Spinetta

## El tema
El tema es el séptimo track (tercero del Lado 2) del álbum solista Don Lucero, un álbum sensorial de Spinetta, que reúne del Lado 2 las canciones melódica y armónicamente más duras y herméticas, otorgándole al lado un sonido muy diferente del otro.
La letra dice que "es la medianoche que sujeta la pasión" e insiste con uno de los mensajes centrales del álbum, que no se trata de un disco para pensar, sino de un disco para sentir:

Se pudre la mentalidad
dice adiós
pues huye de la razón amor
esto no se explica
ni al principio
ni al final oh
«En la medianoche»

Musicalmente el tema comienza con un sonido de cítara, instrumento "fascinaba" a Spinetta: "es un sonido que me parte".
El crítico musical Cristian Vitale recuerda la atmósfera que generaron estos temas "duros" de Spinetta en la presentación del álbum en Obras:

Obras se transformó en un colchón receptor de sonidos viscosos, trabados, profundos. Cómo olvidar «Un sitio es un sitio», «Es la medianoche», «Un gran doblez» y «Cielo invertido», tocados –casi– en hilera. Temas que fueron macerando con el tiempo –algunos increíbles, como «Es la medianoche»–, pero que escuchados de golpe –y sin el disco en casa– fue como clavarse un fondo blanco de ginebra en ayunas.
Cristian Vitale

En un reportaje de la época Spinetta decía, precisamente, que en el rock de ese momento, había como un "estado de siesta, donde a la gente le cuesta entretenerse con aquello que la provoque. La provocación dentro del rock and roll se hizo un estándar entonces llaman menos la atención aquellas cosas altamente creativas y que rompen la estructura del oyente".
El tema tiene la peculiaridad de contar en teclados, coros y otros efectos (como los pizzicatos), con la participación del tecladista argentino Didi Gutman, quien más de una década y media después integraría la internacionalmente famosa banda Brazilian Girls.
El baterista Gastón Baremberg, que interpretó la canción junto a Spinetta y Gonzalo Aloras en 2008, la definió "un temazo".

## El video
Simultáneamente con el álbum Don Lucero se lanzó el video «Es la medianoche», dirigido por Dylan Martí -el primero que realiza para Spinetta-, e interpretado por Spinetta, su hijo Valentino, cuando contaba con nueve años y Rosa Isabel Tzanikian.
El video está realizado en blanco y negro y muestra a Spinetta vestido de torero, siendo desenrollado con una alfombra, mientras un pelotón de hombres en suspensores blancos marchan como soldados. En las escenas aparecen dos mujeres desnudas besándose, una copa deportiva con la inscripción "Insuperable", manos que se convierten en peces y ramas, una pareja de personas mayores que comen en el jardín, un licuado que le dan de tomar a Spinetta con un embudo, quien aparece con una larga cola de manguera. Entre las imágenes aparece Valentino Spinetta, cantando la canción con una mirada feroz, mientras plancha la alfombra. Otras imágenes muestran a un gato fusionado con los ojos de una diva "bajando en la escalera de mármol" -como dice la letra de la canción.
También es posible encontrar un video de la realización del video titulado Es la medianoche (making) Spinetta.